# Anadolu Efes Spor Kulübü 2016-2017
Questa voce raccoglie le informazioni riguardanti l'Anadolu Efes Spor Kulübü nelle competizioni ufficiali della stagione 2016-2017.

## Stagione
La stagione 2016-2017 dell'Anadolu Efes Spor Kulübü è la 39ª nel massimo campionato turco di pallacanestro, la Basketbol Süper Ligi.

## Roster
Aggiornato al 14 marzo 2019.
| Anadolu Efes 2016-17 | Anadolu Efes 2016-17 |
| Giocatori            | Staff tecnico        |
| -------------------- | -------------------- |

| N. | Naz.                                                  | Ruolo | Nome             | Anno | Alt.   | Peso   |  |
| -- | ----------------------------------------------------- | ----- | ---------------- | ---- | ------ | ------ |  |
| 1  | Stati Uniti (bandiera)                                | A     | Deshaun Thomas   | 1990 | 201 cm | 98 kg  |  |
| 2  | Stati Uniti (bandiera)                                | AP    | Tyler Honeycutt  | 1990 | 203 cm | 85 kg  |  |
| 3  | Turchia (bandiera)                                    | G     | Oğulcan Baykan   | 1996 | 196 cm | 80 kg  |  |
| 4  | Turchia (bandiera)                                    | P     | Doğuş Balbay (C) | 1989 | 185 cm | 82 kg  |  |
| 5  | Stati Uniti (bandiera)                                | AG    | Derrick Brown    | 1988 | 203 cm | 106 kg |  |
| 6  | Macedonia del Nord (bandiera) · Turchia (bandiera)    | A     | Cedi Osman       | 1995 | 204 cm | 88 kg  |  |
| 7  | Stati Uniti (bandiera)                                | P     | Bryce Cotton     | 1992 | 186 cm | 75 kg  |  |
| 9  | Turchia (bandiera)                                    | AG    | Samet Geyik      | 1993 | 206 cm | 98 kg  |  |
| 10 | Turchia (bandiera)                                    | GA    | Furkan Korkmaz   | 1997 | 201 cm | 86 kg  |  |
| 11 | Turchia (bandiera)                                    | AG    | Berk Demir       | 1995 | 204 cm | 100 kg |  |
| 15 | Uruguay (bandiera)                                    | P     | Jayson Granger   | 1989 | 189 cm | 87 kg  |  |
| 23 | Bosnia ed Erzegovina (bandiera) · Slovenia (bandiera) | C     | Alen Omić        | 1992 | 216 cm | 111 kg |  |
| 31 | Francia (bandiera)                                    | G     | Thomas Heurtel   | 1989 | 189 cm | 91 kg  |  |
| 32 | Turchia (bandiera)                                    | G     | Can Maxim Mutaf  | 1991 | 193 cm | 89 kg  |  |
| 33 | Stati Uniti (bandiera)                                | G     | Brandon Paul     | 1991 | 193 cm | 91 kg  |  |
| 42 | Stati Uniti (bandiera) · Armenia (bandiera)           | C     | Bryant Dunston   | 1986 | 203 cm | 114 kg |  |
| 53 | Stati Uniti (bandiera)                                | C     | Alex Kirk        | 1991 | 211 cm | 111 kg |  |

| Allenatore                                                                                               |
| - Velimir Perasović                                                                                      |
| Assistente/i                                                                                             |
| - Agustí Julbe - Tomislav Mijatović - Cenk Yıldırım Legenda - (C) Capitano - (IN) Inattivo - Infortunato |

## Mercato

### Sessione estiva
| Acquisti | Acquisti        | Acquisti          | Acquisti   | Acquisti |
| R.a      | Nome            | da                | Modalità   |          |
| -------- | --------------- | ----------------- | ---------- | -------- |
| P        | Bryce Cotton    | Memphis Grizzlies | definitivo |          |
| C        | Alen Omić       | Gran Canaria      | definitivo |          |
| A        | Deshaun Thomas  | Austin Spurs      | definitivo |          |
| AP       | Tyler Honeycutt | Chimki            | definitivo |          |
| AG       | Samet Geyik     | Darüşşafaka       | definitivo |          |

| Cessioni | Cessioni         | Cessioni           | Cessioni       | Cessioni |
| R.       | Nome             | a                  | Modalità       |          |
| -------- | ---------------- | ------------------ | -------------- | -------- |
| G        | Birkan Batuk     | Darüşşafaka        | fine contratto |          |
| AG       | Dario Šarić      | Philadelphia 76ers | fine contratto |          |
| AP       | Okben Ulubay     | Yesilgiresun       | fine contratto |          |
| G        | Elijah Johnson   | Cibona Zagabria    | fine contratto |          |
| AC       | Alex Tyus        | Galatasaray        | fine contratto |          |
| C        | Ahmet Düverioğlu | Fenerbahçe         | fine contratto |          |
| C        | Nenad Krstić     |                    | ritirato       |          |
| C        | Emircan Koşut    | Yesilgiresun       | fine contratto |          |
| G        | Jon Diebler      | Galatasaray        | fine contratto |          |

### Dopo l'inizio della stagione
| Acquisti | Acquisti        | Acquisti        | Acquisti         | Acquisti   |
| R.       | Nome            | da              | Data             | Modalità   |
| -------- | --------------- | --------------- | ---------------- | ---------- |
| G        | Brandon Paul    | Free agent      | 13 dicembre 2016 | definitivo |
| GA       | Can Maxim Mutaf | Bandırma Banvit | 19 dicembre 2016 | definitivo |
| C        | Alex Kirk       | Free agent      | 16 gennaio 2017  | definitivo |

| Cessioni | Cessioni       | Cessioni        | Cessioni         | Cessioni    |
| R.       | Nome           | a               | Data             | Modalità    |
| -------- | -------------- | --------------- | ---------------- | ----------- |
| P        | Bryce Cotton   | Free agent      | 12 dicembre 2016 | rescissione |
| GA       | Furkan Korkmaz | Bandırma Banvit | 19 dicembre 2016 | prestito    |
| C        | Alen Omić      | Málaga          | 16 gennaio 2017  | rescissione |